# New York Life – Endlich im Leben!
New York Life – Endlich im Leben! (Originaltitel: Time of Your Life) ist eine US-amerikanische Dramaserie und ein Spin-off der Serie Party of Five, in der die Handlung von Sarah Reeves (Jennifer Love Hewitt) fortgeführt wird. Die Serie wurde erstmals am 25. Oktober 1999 auf Fox ausgestrahlt. In Deutschland lief die Serie zwischen dem 9. September 2000 und dem 20. Januar 2001 auf ProSieben.

## Handlung
Die Handlung der Serie konzentriert sich auf das Leben von Sarah Reeves, die von San Francisco nach New York City zieht. Dort versucht sie, mehr über das Leben ihrer Mutter in dieser Stadt herauszufinden. Des Weiteren begibt sie sich auf die Suche nach ihrem biologischen Vater. Währenddessen gewinnt sie immer mehr neue Freunde.

## Besetzung und Synchronisation

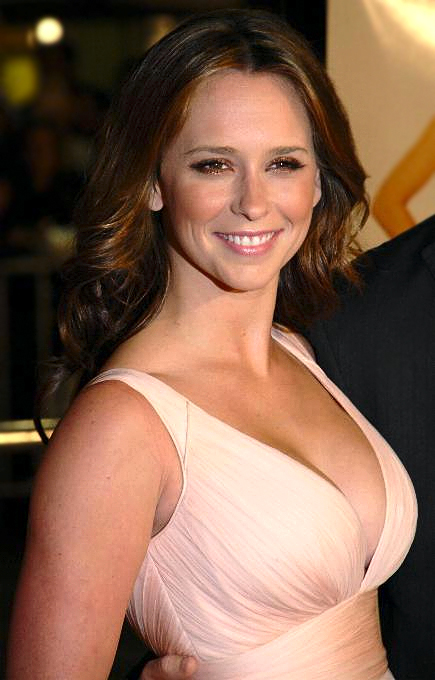
Jennifer Love Hewitt spielte Sarah Reeves
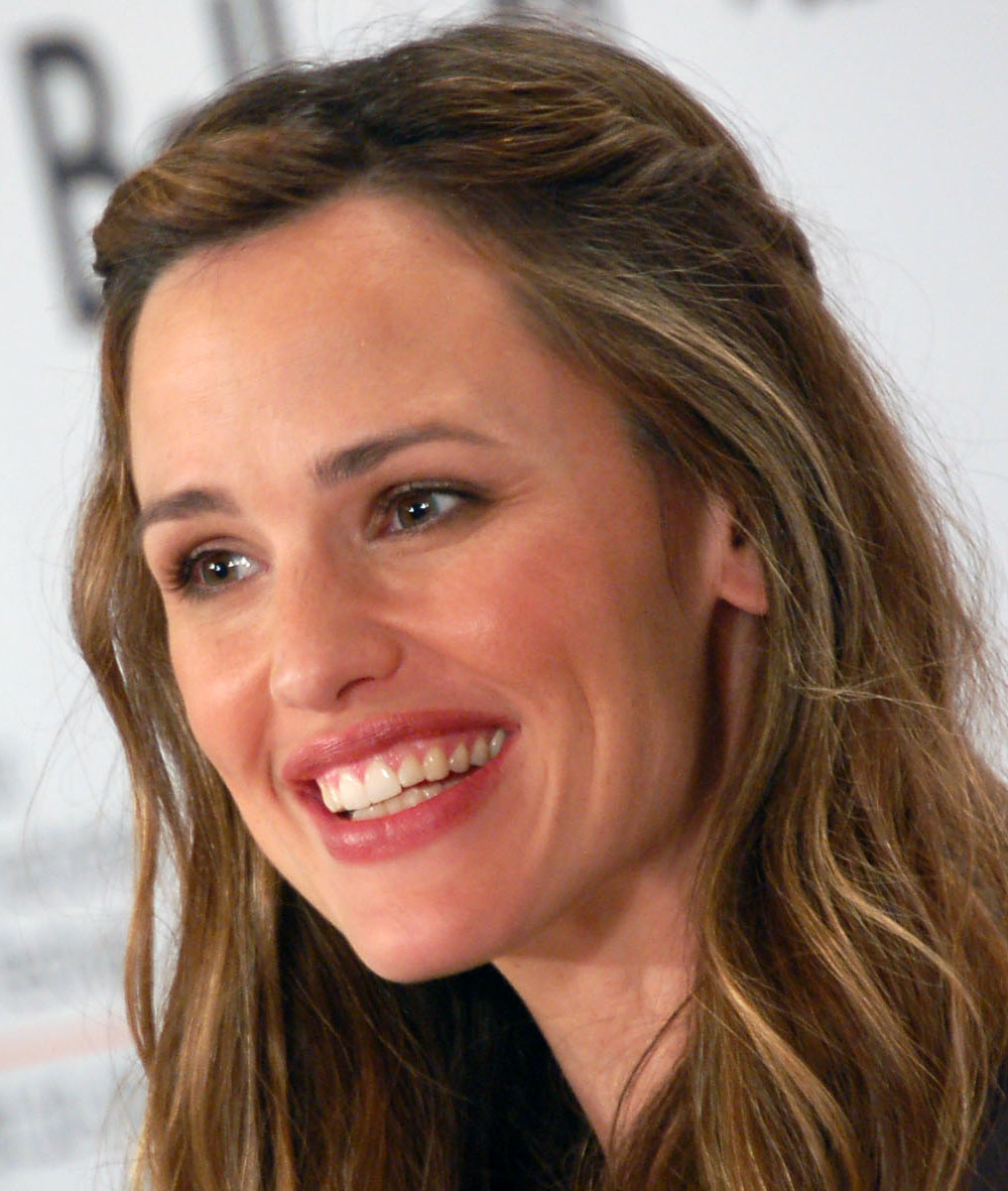
Jennifer Garner spielte Romy Sullivan
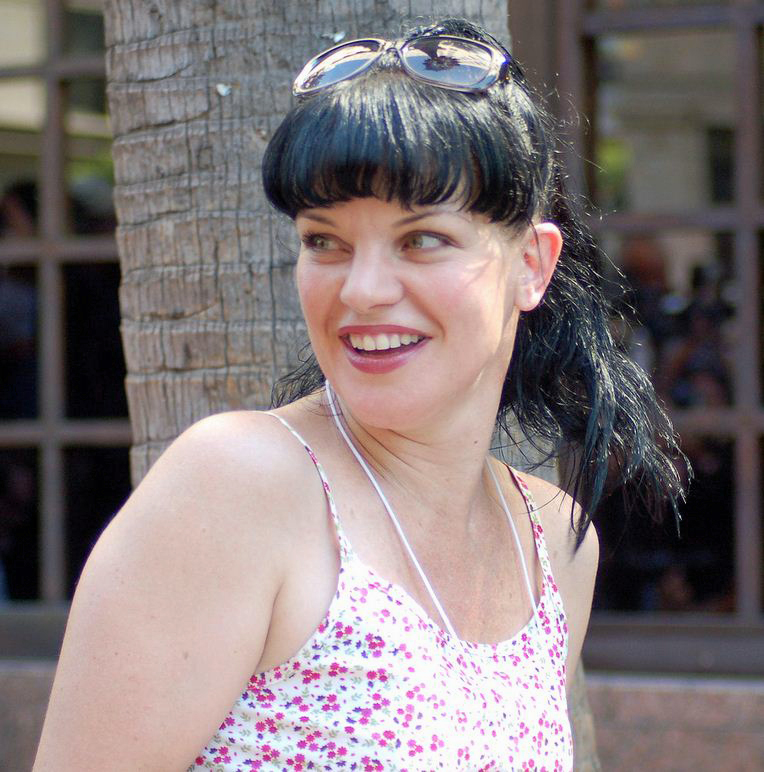
Pauley Perrette spielte Cecilia Wiznarski
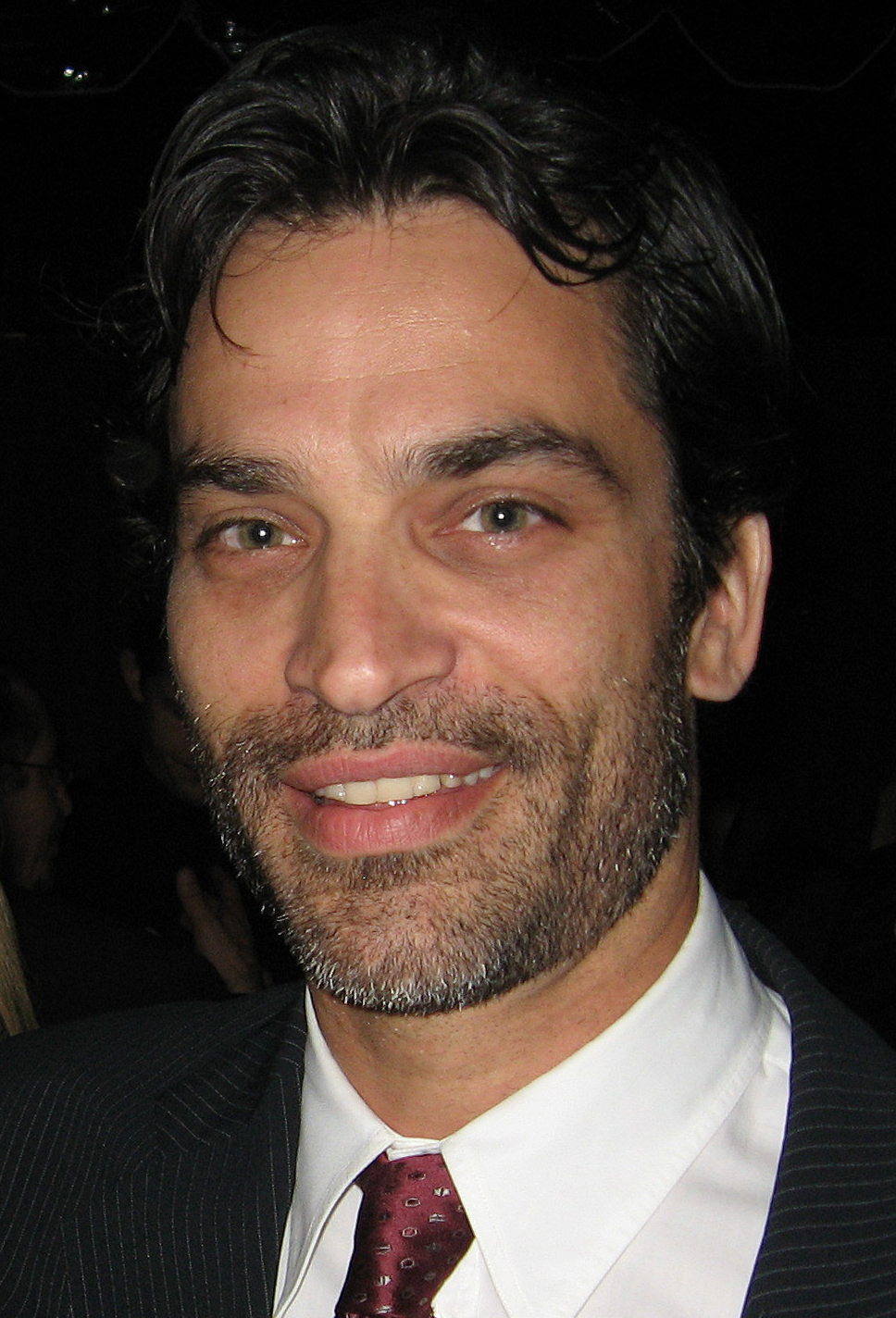
Johnathon Schaech spielte John Maguire

| Figur                     | Darsteller           | Deutscher Sprecher |
| ------------------------- | -------------------- | ------------------ |
| Sarah Reeves Merrin       | Jennifer Love Hewitt | Christine Stichler |
| Romy Sullivan             | Jennifer Garner      | Natascha Geisler   |
| Cecilia Wiznarski         | Pauley Perrette      | Solveig Duda       |
| Jocelyn „Joss“ House      | Gina Ravera          | Claudia Lössl      |
| John Maguire              | Johnathon Schaech    | Florian Halm       |
| Jesse „J.B.“ Byron Castel | Diego Serrano        | Christian Weygand  |

## Ausstrahlung und Absetzung
Die Erstausstrahlung der Serie fand am 25. Oktober 1999 auf Fox statt. Trotz der Popularität von Jennifer Love Hewitt bekam die Serie schlechte Bewertungen. Des Weiteren wurde die ursprüngliche Pilotfolge der Serie komplett neu gedreht, bevor Fox diese ausstrahlte.
Fox versuchte die Serie durch eine fünfmonatige Pause von Januar bis Juni 2000 zu retten. Der Sender pries die Serie als Teil des Summer of Love an, was nicht zuletzt auf Hewitts Namen verweisen sollte. Allerdings wurden im Juni 2000 nur zwei Episoden ausgestrahlt, bevor die Serie endgültig auf Grund schlechter Einschaltquoten abgesetzt wurde.
Letztendlich wurden die restlichen sieben Folgen der Serie in den USA auf dem Sender TBS vom 4. März bis zum 8. April 2006 ausgestrahlt.
In Deutschland sendete der Sender ProSieben die Serie vom 9. September 2000 bis zum 20. Januar 2001.

## Episodenliste
| Nr. | Deutscher Titel                | Originaltitel                                | Erstausstrahlung USA | Deutschsprachige Erstausstrahlung (D) | Regie             | Drehbuch                         |
| --- | ------------------------------ | -------------------------------------------- | -------------------- | ------------------------------------- | ----------------- | -------------------------------- |
| 1   | New York sehen und bleiben     | The Time She Came to New York                | 25. Okt. 1999        | 9. Sep. 2000                          | Michael Engler    | Amy Lippman & Christopher Keyser |
| 2   | Gewissensbisse                 | The Time Sarah Got Her Shih-Tzu Together     | 1. Nov. 1999         | 16. Sep. 2000                         | Ellen S. Pressman | Mark B. Perry                    |
| 3   | Die Single-Party               | The Time They Threw That Party               | 8. Nov. 1999         | 23. Sep. 2000                         | Ellen S. Pressman | Mark B. Perry                    |
| 4   | Hallo Chance und Goodbye       | The Time She Got Mobbed                      | 15. Nov. 1999        | 30. Sep. 2000                         | Michael Engler    | Ivan Menchell                    |
| 5   | Vier Männer und ein Truthahn   | The Time They All Came Over for Thanksgiving | 22. Nov. 1999        | 7. Okt. 2000                          | Ellen S. Pressman | Amy Lippman & Christopher Keyser |
| 6   | Die Stunde der Wahrheit        | The Time the Truth Was Told                  | 29. Nov. 1999        | 14. Okt. 2000                         | Michael Engler    | Mark B. Perry                    |
| 7   | Eine schöne Bescherung         | The Time They Had Not                        | 13. Dez. 1999        | 21. Okt. 2000                         | Steven Robman     | Shelley Meals & Darin Goldberg   |
| 8   | Krieg und Frieden              | The Time the Millennium Approached           | 20. Dez. 1999        | 4. Nov. 2000                          | Robert Berlinger  | Richard Greenberg                |
| 9   | Männer, Macken und Miseren     | The Time They Decide to Date                 | 10. Jan. 2000        | 11. Nov. 2000                         | Ken Topolsky      | Amy Lippman & Christopher Keyser |
| 10  | Geburtstags-Panik              | The Time She Turned 21                       | 24. Jan. 2000        | 18. Nov. 2000                         | Daniel Attias     | Mark B. Perry                    |
| 11  | E-Mail für dich                | The Time They Got E-Rotic                    | 14. Juni 2000        | 25. Nov. 2000                         | Michael Engler    | Krista Vernoff                   |
| 12  | Tage der Veränderung           | The Time Everything Changed                  | 21. Juni 2000        | 2. Dez. 2000                          | Ellen S. Pressman | Amy Lippman & Christopher Keyser |
| 13  | Ablenkung ist alles            | The Time They Were Scared of the City        | 4. März 2006         | 9. Dez. 2000                          | Aaron Lipstadt    | Allison Robinson                 |
| 14  | Ärger und Entdeckungen         | The Time They Cheated                        | 4. März 2006         | 16. Dez. 2000                         | Michael Engler    | Mark B. Perry                    |
| 15  | Geplatzte und andere Geschäfte | The Time She Made a Temporary Decision       | 11. März 2006        | 23. Dez. 2000                         | Miguel Arteta     | Amy Lippman & Christopher Keyser |
| 16  | Schuld und Gefühle             | The Time They Found a Solution               | 18. März 2006        | 30. Dez. 2000                         | Ellen S. Pressman | Ivan Menchell & Allison Robinson |
| 17  | Heiße und sonstige Romanzen    | The Time They Got Busy                       | 25. März 2006        | 6. Jan. 2001                          | Daniel Attias     | Darin Goldberg & Krista Vernoff  |
| 18  | Das Auge des Gesetzes          | The Time They Broke the Law                  | 1. Apr. 2006         | 13. Jan. 2001                         | Michael Engler    | Mark B. Perry                    |
| 19  | Jedem sein Neubeginn           | The Time He Saved the Day                    | 8. Apr. 2006         | 20. Jan. 2001                         | —                 | —                                |